# Йордан Федір Іванович
Йордан Федір Іванович (Іордан Федір Іванович; * 25 серпня 1800, Павловськ (біля Петербурга), Санкт-Петербурзька губернія, Російська імперія — † 1 жовтня 1883, Петербург, Російська імперія) — російський гравер (майстер академічної репродукційної різцеввої гравюри на міді), професор, ректор Петербурзької академії мистецтв, знайомий Тараса Шевченка

## Біографія

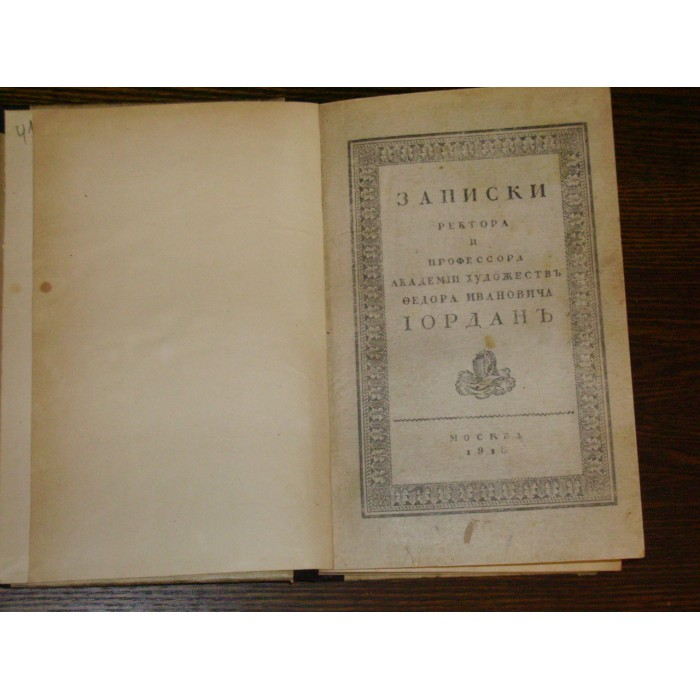
Перша сторінка книги Ф. І. Йордана (1800-1883) «Записки ректора і професора Академії мистецтв Федора Івановича Йордана» надрукована в 1918 році

Народився в родині придворного «шпалерного майстра».
Освіту він здобув у Петербурзькій академії мистецтв (1819-1824), в гравірувальному класі у М. І. Уткіна, з самого початку спеціалізуючись на репродукційній гравюрі по металу і досягнувши в ній високої майстерності.
Значну частину свого життя Йордан провів за кордоном, куди він як пенсіонера Петербурзької академії мистецтв поїхав в 1829 році, — в Парижі, Лондоні і, нарешті, з 1835 року в Римі, де в цілому прожив близько двадцяти років.
Головною його працею стало створення великої гравюри по картині Рафаеля «Преображення Господнє», яка з дивовижною точністю і тонкістю відтворювала цей шедевр живопису.

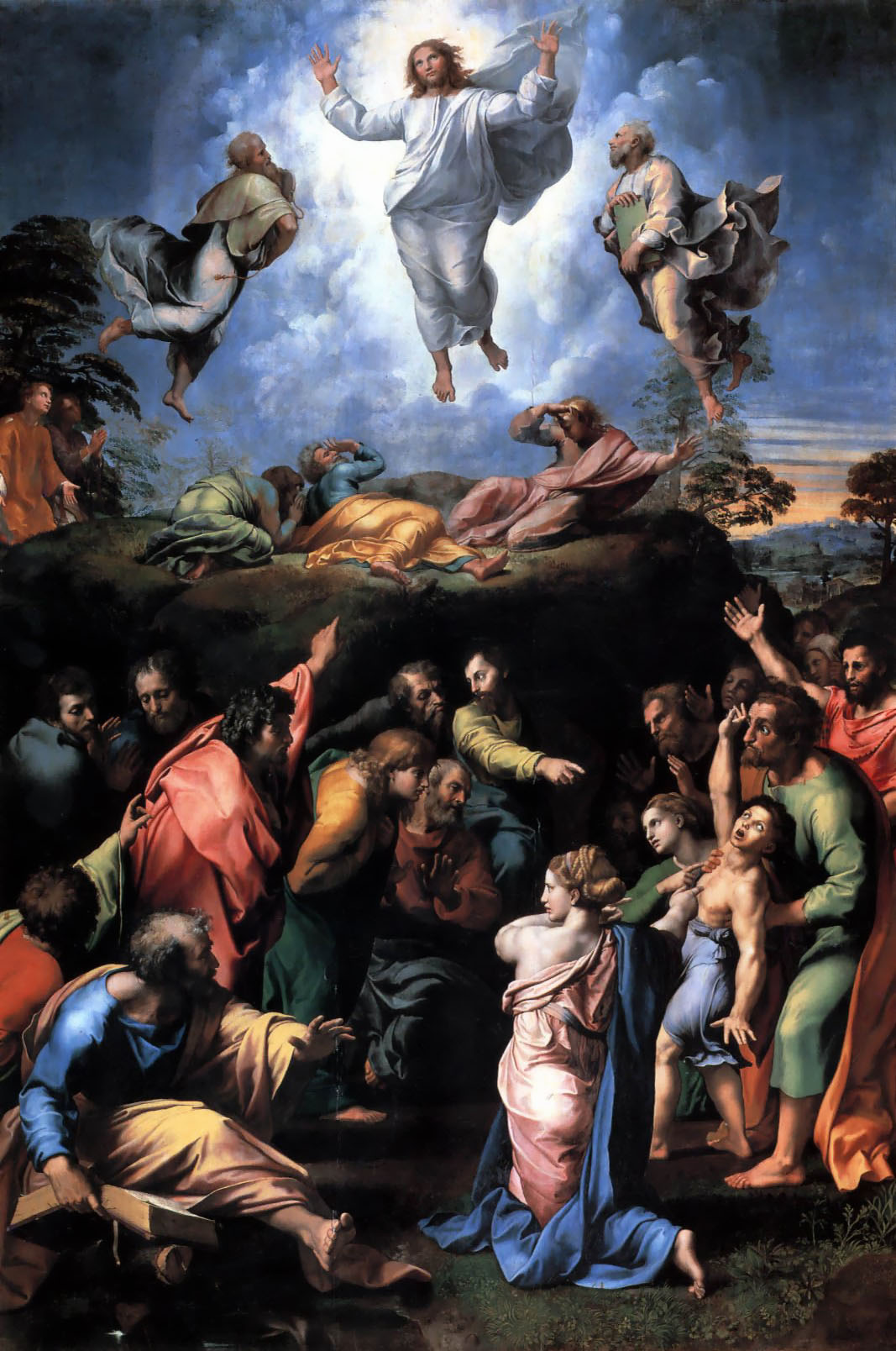
Рафаель: Преображення Господнє на горі Табор

Над нею гравер самовіддано працював майже п'ятнадцять років, часом не покидаючи майстерні по багато годин; один тільки підготовчий малюнок забрав у нього близько двох років.
Цей твір приніс Йордану широку популярність і був високо оцінений в Петербурзькій академії мистецтв після його повернення на батьківщину в 1850 році.
У тому ж році він став професором, потім довго завідував гравірувальним класом, а з 1871 року стає ректором Петербурзької академії мистецтв, — це був перший і єдиний випадок, коли такий пост зайняв художник-гравер.

## Творчі здобутки
Федір Іванович Йордан створив понад 70 листів відмінних гравюр з багатьох живописних полотен (найбільш відомі «Святе сімейство» (1838), з картини Рафаеля та «Катування Спасителя» (1861-1867), з картини А. Е. Єгорова) і ряд гравірованих портретів діячів російської культури — Г. Р. Державіна, М. М. Язикова (1849), М. В. Гоголя (1857), М. Ю. Лермонтова (1859), В. Г. Бєлінського (1859), П. О. Плетньова (1870), Д. О. Ровинського (1879) та ін
Крім гравюр він залишив дуже змістовні «Записки ректора і професора Академії мистецтв Федора Івановича Йордана», в яких особливо цікавими є сторінки, присвячені його перебуванню в Італії і спілкуванню з М. В. Гоголем, К. П. Брюлловим, О. А Кипренским, А А Івановим та ін.

## Федір Йордан і Тарас Шевченко
Федір Іванович Йордан допоміг Тарасові Шевченко освоїти техніку гравірування.
От що писав Шевченко в своєму «Щоденнику» від 4 травня 1861 року:
«… Познайомився з відомим гравером Ф. Іорданом: „Он слышал о моем намерении заняться акватинтой и предложил мне свои услуги в этом новом для меня деле“. Обрав собі для гравірування ескіз Мурільйо („Свята родина“)».

## Гравюри Ф.І.Йордана

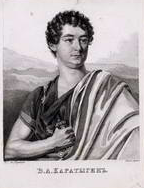
В. А. Каратигін
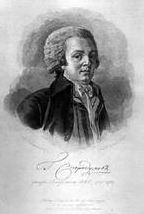
Г. І. Скородумов
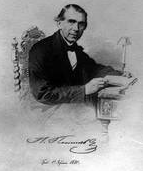
П. О. Плетньов
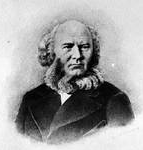
Д. О. Ровинський
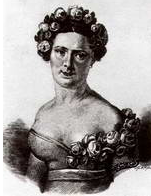
Істоміна А. І.
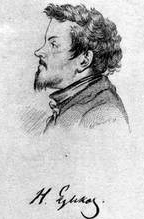
М. М. Язиков